# Lichères-sur-Yonne
Lichères-sur-Yonne es una localidad y comuna francesa situada en la región de Borgoña, departamento de Yonne, en el distrito de Avallon y cantón de Vézelay.

## Demografía
| 260 | 245 | 210 | 248 | 249 | 234 | 240 | 233 | 208 | 223 | 215 | 215 | 212 | 193 | 183 | 175 | 148 | 148 | 159 | 127 | 100 | 116 | 136 | 103 | 94 | 135 | 97 | 86 | 54 | 68 | 69 | 68 | 61 |
| Para los censos de 1962 a 1999 la población legal corresponde a la población sin duplicidades (Fuente: INSEE [Consultar]) |     |     |     |     |     |     |     |     |     |     |     |     |     |     |     |     |     |     |     |     |     |     |     |    |     |    |    |    |    |    |    |    |